# قبرستان بگ
قبرستان بگ مربوط به سده‌های متاخر دوران‌های تاریخی پس از اسلام است و در شهرستان سرباز، بخش مرکزی، دهستان مورتان، ۲ کیلومتری جنوب شرقی روستای حسن‌آباد واقع شده و این اثر در تاریخ ۲۷ اسفند ۱۳۸۷ با شمارهٔ ثبت ۲۶۴۹۸ به‌عنوان یکی از آثار ملی ایران به ثبت رسیده است.